# Dolophilodes dupliplex
Dolophilodes dupliplex är en nattsländeart som beskrevs av Oliver S. Flint Jr. 1983. Dolophilodes dupliplex ingår i släktet Dolophilodes och familjen stengömmenattsländor. Inga underarter finns listade i Catalogue of Life.